# 杜比納 (切爾尼夫齊區)
48°33′50″N 28°2′28″E / 48.56389°N 28.04111°E
杜比納（烏克蘭語：Дубина）是位於烏克蘭西南部的村莊，由文尼察州裡莫希利夫-波季利斯基区的切爾尼夫齊市鎮負責管轄。該村始建於1745年，面積0.72平方公里，海拔高度233米，2001年人口162，人口密度每平方公里225人。